# Anisozyga subvenusta
Anisozyga subvenusta là một loài bướm đêm trong họ Geometridae.